# Mediodactylus walli
Mediodactylus walli es una especie de geco del género Mediodactylus, familia Gekkonidae, orden Squamata. Fue descrita científicamente por Ingoldby en 1922.
Lleva el nombre de walli en honor al herpetólogo británico Frank Wall.

## Distribución
Se distribuye por Pakistán. Se ha encontrado a elevaciones que van desde los 1970 a 2120 metros.